# Skibotnelva
Die Skibotnelva ist ein Fluss in der Kommune Storfjord im Fylke Troms. Sie hat seinen Ursprung in dem See Gálggojávri an der Grenze zu Finnland. Der Fluss verläuft in nordwestlicher Richtung durch das Skibotn-Tal und mündet bei der Ortschaft Skibotn in den Lyngenfjord. Die Skitbotnelva ist 73,7 km lang und hat ein Einzugsgebiet von 763,34 km². Der mittlere Abfluss an der Mündung beträgt 19,88 m³/s.
Die größten Nebenflüsse sind Didnojohka, Rovvejohka, Lavkajohka, Norddalselva und Rihpojohka.
Die Europastraße 8 verläuft entlang dem Fluss bis zur finnischen Grenze.

## Wasserkraftnutzung
Das Einzugsgebiet des Skibotnelva wird zur Stromgewinnung aus Wasserkraft genutzt. Es gibt die Wasserkraftwerke Skibotn-Kraftwerk und Lavkajohka-Kraftwerk.
| Name                 | Fertig- stellung | Leistung in MW | Jahres- leistung in GWh | Fallhöhe in m | Betreiber              |
| -------------------- | ---------------- | -------------- | ----------------------- | ------------- | ---------------------- |
| Skibotn kraftverk    | 1980             | 80             | 355                     | 439           | Troms Kraft produksjon |
| Lavkajohka kraftverk | 1980             | 8,7            | 23                      | 95            | Troms Kraft produksjon |

## Fauna
Der Fluss wurde mehrmals mit Rotenon gegen den Ektoparasit Gyrodactylus salaris behandelt, der Lachse befällt.